# 黄有福
黄有福（こう　ゆうふく、1943年―　）は、中国の文化人類学者、歴史社会学者。中国・中央民族大学教授。中央民族大学韓国文化研究所所長。中国生まれ。中国中央民族大学史学系卒。中央民族大学講師、副教授を経て現職に至る。米国ハーバード大学招聘教授（1987-1988年）。米国、日本、カナダ、ロシア、韓国、モンゴルでの研究滞在歴がある。

## 研究課題
- 北方民族、北方文化、漢字文化圏の文化交流史

## 所属学会研究会
- 中国仏教史研究会名誉会長
- 中国朝鮮民族史学会会長
- 国都市人類学会理事

## 主な著書（共編著含む）
- 『中国朝鮮民族研究』黄有福著、遼寧民族出版社1989
- 『中国北方民族文化史』中国北方民族文化史課題組、黒竜江人民出版社1993
- 『中朝仏教文化交流史』黄有福・陳景富著、中国社会科学出版社1993
- 『中国民族古文字研究』第二集、中国民族古文字研究会1993
- 『東海入華救法高層伝』黄有福・陳景富著、中国社会科学出版社1994
- 『亜細亜文化研究』第一集、中央民族大学韓国文化研究所主編、民族出版社1996
- 『亜細亜文化研究－特集：東亜的近代化与諸問題』第二集、中央民族大学韓国文化研究所主編、民族出版社1997
- 『女真語・満語研究』金東昭著・黄有福訳、新世界出版社1998
- 『愛の社会学』黄有福著、民族出版社2005
- 『中国朝鮮族史研究』黄有福著、民族出版社2009

## 参考
- 著書記載の略歴